# Daewoo Rezzo
Pour les articles homonymes, voir Rezzo.
La Chevrolet Rezzo était un monospace compact de marque Daewoo, aussi commercialisé sous la marque Chevrolet dès 2005. Il fut également appelé Tacuma et Chevrolet Vivant sur certains marchés. Il a été développé sous le nom de code U100. Il a en outre été dessiné par Pininfarina et était basé sur la plate-forme de la Daewoo Nubira. La version initiale est une cinq places, mais une version sept places a été introduite sur le marché sud-coréen. Sa capacité de chargement est de 1 425 litres.
La production en Corée du Sud se poursuit jusqu'en 2008. Il est également exporté vers l'Europe jusqu'à cette date.
La fabrication du Rezzo continue dans d'autres pays, dont le dernier est le Vietnam, où il cesse d'être assemblé en 2011.

## Motorisations
Le Rezzo était disponible en France avec deux moteurs : un 1.8l de 90 ch et un 2l de 121 ch. Chacun des moteurs correspondait à un niveau de finition : le 1.8l pour 1.9l F9Q la finition SX, et le 2l pour la finition CDX. Une boîte automatique à quatre rapports était disponible en option sur le 2l et la bicarburation essence/GPL était disponible avec les deux moteurs.

## Finitions de la version Daewoo
La première finition, la SX, proposait de série l'ABS avec répartiteur de freinage, le double airbag, les quatre vitres et les rétroviseurs dégivrants électriques, le siège conducteur réglable en hauteur, les sièges arrière rabattables et amovibles, l'autoradio et les antibrouillards. La climatisation manuelle était en option. Plus cossue, la CDX intégrait la climatisation automatique, les jantes en alliage, les barres de toit, les protections latérales et l'autoradio CD. La peinture métallisée était en option sur tous les modèles.

## Finitions de la version Chevrolet

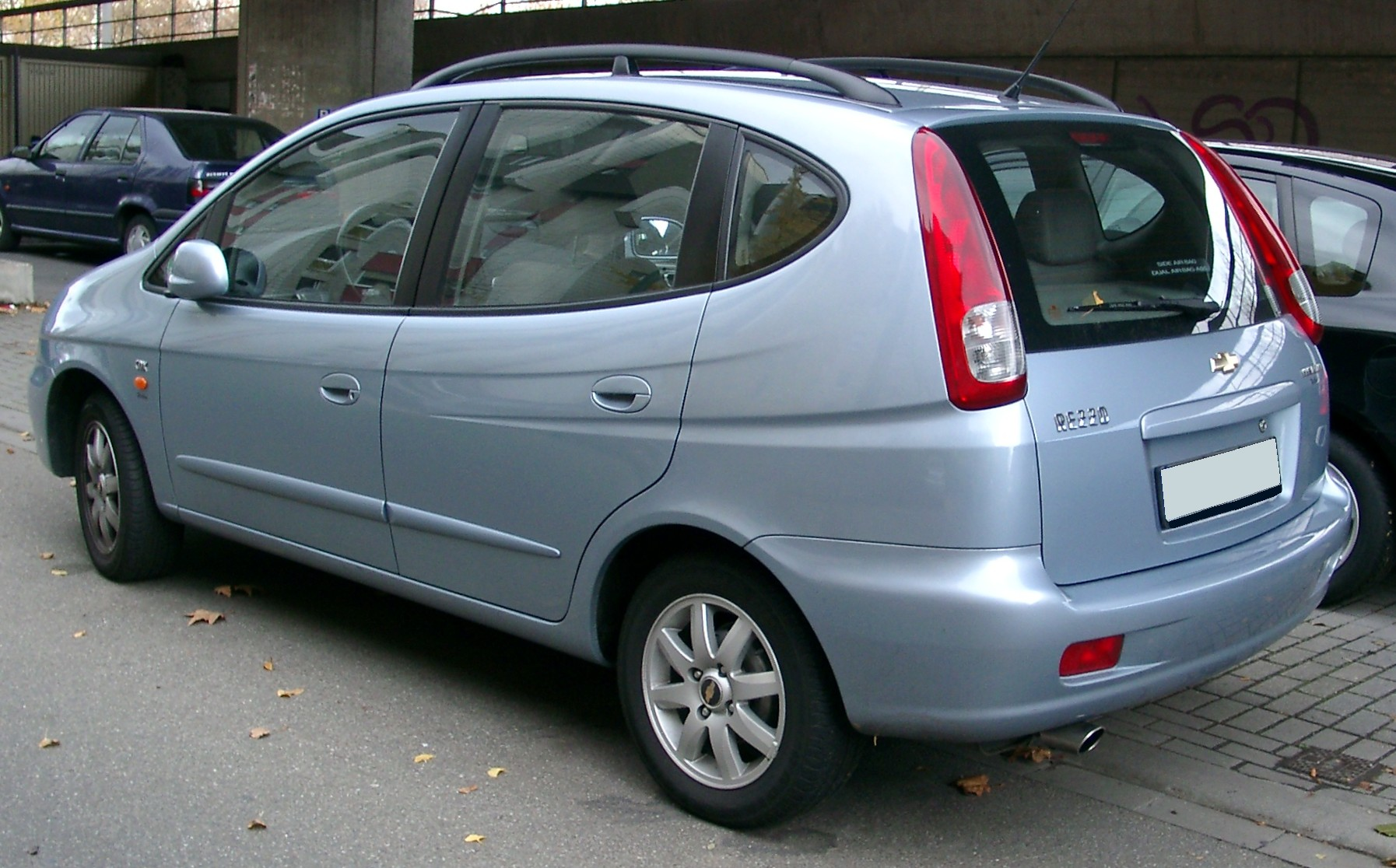
Arrière du Chevrolet Rezzo

En devenant Chevrolet, le Rezzo a vu sa dotation enrichie. La SX devient SE Pack et reçoit six airbags, la direction assistée et la radio CD avec commandes au volant. La CDX reçoit en plus les essuie-glaces à capteur de pluie et une alarme.

## Concept cars
Le modèle de série fait suite aux concepts cars de 1999 Daewoo Tacuma Style Concept et Daewoo Tacuma Sport Concept,.